# Tiro esportivo nos Jogos Pan-Americanos de 2015 - Tiro rápido 25 m masculino
A categoria do tiro rápido 25 m masculino foi um dos eventos do tiro esportivo nos Jogos Pan-Americanos de 2015, em Toronto. Foi disputada entre os dias 14 e 15 de julho no Pan Am Shooting Centre em Innisfil. 

## Calendário
Horário local (UTC-4)
| Data        | Horário | Fase                 |
| ----------- | ------- | -------------------- |
| 14 de julho | 09:00   | Fase de qualificação |
| 14 de julho | 09:00   | Fase de qualificação |
| 15 de julho | 14:30   | Final                |

## Medalhistas
| Ouro   | USA Brad Balsley   |
| Prata  | BRA Emerson Duarte |
| Bronze | VEN Douglas Gomez  |

## Resultados

### Qualificação
| Pos. | Atirador             | Nacionalidade            | 8 s | 6 s | 4 s | 8 s | 6 s | 4 s | Total   | Notas  |
| ---- | -------------------- | ------------------------ | --- | --- | --- | --- | --- | --- | ------- | ------ |
| 1    | Emil Milev           | USA Estados Unidos       | 99  | 99  | 95  | 96  | 99  | 94  | 582-16x | Q, EPR |
| 2    | Jorge Alvarez        | CUB Cuba                 | 99  | 98  | 93  | 99  | 98  | 94  | 581-21x | Q      |
| 3    | Leuris Pupo          | CUB Cuba                 | 95  | 97  | 94  | 100 | 98  | 96  | 580-17x | Q      |
| 4    | Emerson Duarte       | BRA Brasil               | 99  | 97  | 92  | 99  | 99  | 94  | 579-17x | Q      |
| 5    | Douglas Gomez        | VEN Venezuela            | 96  | 97  | 92  | 99  | 96  | 96  | 576-21x | Q      |
| 6    | Brad Balsley         | USA Estados Unidos       | 96  | 95  | 95  | 95  | 98  | 86  | 565-14x | Q      |
| 7    | Adan Rodriguez       | MEX México               | 94  | 96  | 90  | 97  | 95  | 91  | 563-12x |        |
| 8    | Marko Carrillo       | PER Peru                 | 95  | 96  | 90  | 95  | 93  | 89  | 558-14x |        |
| 9    | Metodi Igorov        | CAN Canadá               | 97  | 93  | 89  | 91  | 92  | 95  | 557-10x |        |
| 10   | Diego Cossio Quiroga | BOL Bolívia              | 95  | 92  | 93  | 97  | 85  | 90  | 552-12x |        |
| 11   | Daniel César Felizia | ARG Argentina            | 85  | 93  | 90  | 95  | 95  | 93  | 551-10x |        |
| 12   | Iosef Forma          | BRA Brasil               | 95  | 94  | 88  | 97  | 87  | 85  | 546-15x |        |
| 13   | Sergio Sánchez       | GUA Guatemala            | 92  | 94  | 84  | 92  | 88  | 89  | 539-09x |        |
| 14   | Hermes Barahona      | ESA El Salvador          | 94  | 92  | 93  | 97  | 86  | 74  | 536-11x |        |
| 15   | Marvin Herrera       | GUA Guatemala            | 86  | 92  | 72  | 94  | 94  | 89  | 527-07x |        |
| 16   | Ivan Galvez          | PER Peru                 | 87  | 76  | 73  | 0   | 0   | 0   | 236-01x | DNF    |
| 17   | Josue Hernandez Caba | DOM República Dominicana |     |     |     |     |     |     |         | DNS    |
| 17   | David Muñoz          | PAN Panamá               |     |     |     |     |     |     |         | DNS    |
| 17   | Juan Savarino        | ARG Argentina            |     |     |     |     |     |     |         | DNS    |
| 17   | Francisco Yanisselly | PAN Panamá               |     |     |     |     |     |     |         | DNS    |

### Final
| Pos.              | Atirador       | Nacionalidade      | 1 | 2 | 3 | 4 | 5 | 6 | 7 | 8 | Total | Notas     |
| ----------------- | -------------- | ------------------ | - | - | - | - | - | - | - | - | ----- | --------- |
| Medalha de ouro   | Brad Balsley   | USA Estados Unidos | 4 | 4 | 4 | 4 | 5 | 3 | 5 | 3 | 32    |           |
| Medalha de prata  | Emerson Duarte | BRA Brasil         | 3 | 4 | 4 | 4 | 5 | 4 | 3 | 4 | 31    | S-Off 5   |
| Medalha de bronze | Douglas Gomez  | VEN Venezuela      | 4 | 5 | 2 | 5 | 4 | 4 | 3 |   | 27    | S-Off 4   |
| 4                 | Leuris Pupo    | CUB Cuba           | 4 | 3 | 4 | 2 | 5 | 5 |   |   | 23    | S-Off 4-4 |
| 5                 | Emil Milev     | USA Estados Unidos | 5 | 3 | 5 | 2 | 2 |   |   |   | 17    |           |
| 6                 | Jorge Alvarez  | CUB Cuba           | 3 | 3 | 4 | 3 |   |   |   |   | 13    | S-Off 4-3 |